# Tidiane Souare
Tidiane Souare Sekou (Costa do Marfim, 1983. április 9. –) elefántcsontparti labdarúgó.

## Sikerei, díjai
- ASEC Mimosas:
  - CAF Szuperkupa-győztes: 1999
- Ferencvárosi TC:
  - NB2 bajnok: 2008–09